# Leandra candelabrum
Leandra candelabrum är en tvåhjärtbladig växtart som först beskrevs av James Francis Macbride, och fick sitt nu gällande namn av John Julius Wurdack. Leandra candelabrum ingår i släktet Leandra och familjen Melastomataceae. Inga underarter finns listade i Catalogue of Life.